# 王展意
王展意（1930年—），男，山东招远人，中华人民共和国政治人物，曾任中华人民共和国交通部原副部长，中国公路学会理事长，第八届全国人大代表，第九届全国政协委员。